# Seznam osebnosti iz Občine Vrhnika
Seznam osebnosti iz Občine Vrhnika vsebuje osebnosti, ki so se tu rodile, delovale ali umrle.

## Književnost
- Radoslav Silvester, pesnik (1841, Vrhnika – 1923, Vipava)
- Ivan Cankar, pisatelj, esejist, dramatik in pesnik (1876, Vrhnika – 1918, Ljubljana)
- Jakob Voljč, pesnik, pisatelj (1878, Vrhnika – 1900, Ljubljana)
- Anton Seliškar, pesnik, dramatik in skladatelj (1897, Travnik, Loški potok – 1964, Vrhnika)
- Karel Grabeljšek (Gaber), pisatelj, novinar, urednik (1906, Vrhnika – 1985, Ljubljana)
- Ivan Rob, pesnik, pisatelj, prevajalec in satirik (1908, Trst – 1943, Velika Ligojna)
- Marija Brenčič Jelen, pisateljica in pesnica (1919, Podlipa – 2000, Arnače)
- Saša Škufca, mladinski pisatelj, časnikar (1922, Drenov Grič – 1964, ?)
- Ciril Kovač, esejist, profesor, kritik (1923, Mala Ligojna pri Vrhnika)
- Jože Rode, pisatelj, dramaturg, dramatik in urednik (1936, Vrhnika)

## Gospodarstvo
- Franc Galle, veleposestnik, trgovec, tovarnar, postavil hidroelektrarno Bistra, 1826 odkupil posest nekdanjega samostana v Bistri
- Franc Kotnik starejši, inženir, podjetnik in lastnik kmetijskega posestva (1828, Verd – 1890, Verd)
- Karel Pollak, poslovnež in industrialec, deloval na Vrhniki, kupil staro usnjarno na Vrhniki, (1853, Kranj – 1937, Ljubljana)
- Josip Lenarčič, veleposestnik, politik, industrialec in priznan gospodarski strokovnjak (1856, Vrhnika – 1939, Vrhnika)
- Viktor Gabrijel Jelovšek, poslovnež, politik, mecen (1858, Vrhnika – 1927, Vrhnika)
- Franc Kotnik mlajši, podjetnik in lastnik kmetijskega posestva (1871, Verd – 1891, Verd)
- Karel Kotnik, podjetnik in lastnik kmetijskega posestva (1875, Verd – 1910, Verd)
- Anton Debevec, gospodarstvenik (1923, Ivanje selo – 2002, Vrhnika)
- Toussaint Hočevar, slovensko-ameriški ekonomist in zgodovinar, mladost je preživel na Vrhniki, kjer je bil njegov oče župan (1927, Ljubljana – 1987, New Orleans, Louisiana, ZDA)
- Anto Domazet, bosanski ekonomist in politik (1947, Vrhnika)

## Naravoslovje
- Franz Xaver Wulfen, naravoslovec, duhovnik, redovnik, jezuit, botaniziral v Vrhniki (1728, Beograd – 1805, Celovec)
- Baltazar Baebler, kemik, pisec šolskih učbenikov za kemijo (1880, Vrhnika – 1936, Ljubljana)
- Gabrijel Tomažič, botanik, fitocenolog, zoolog, geolog, paleontolog, fiziolog (1899, Roč, Hrvaška – 1977, Vrhnika)
- Anton Moljk, fizik in univerzitetni profesor (1916, Vrhnika – 1998, ? )
- Jelisava Adamič, agronomka, mikrobiologinja, univerzitetna profesorica (1929, Bistra – 2014, Bohinj)
- Janez Seliger, fizik, univerzitetni profesor (1949, Vrhnika)

## Gradbeništvo in arhitektura
- Candido Zulliani, stavbenik, baročni arhitekt, dokončal načrte za izgradnjo cerkve sv. Lenarta na Vrhniki (1712, Trst – 1769, Ljubljana)
- Gašpar Zvonar, zvonar, 1716 vlil zvon v Vrhniki (okoli 1657, Videm, Italija – 1733, Ljubljana)
- Matej Medved, stavbenik, zidarski mojster, gradbeni podjetnik, v Vrhniki zgradil (1850) Cerkev spreobrnitve sv. Pavla (1796, Cerklje na Gorenjskem – 1865, Cerklje na Gorenjskem)
- Janez Potrebuješ, kamnosek (1830, Horjul – 1904, Vrhnika)
- Ferdinand Klemenčič, gradbeni inženir (1841, Vrhnika – 1915, Gradec)
- Filip Jakob Supančič gradbenik, načrtoval Kunstljevo vilo na Vrhniki (1850, Ljubljana – 1928, Gradec, Avstrija)
- Ivan Jager, arhitekt, (1871, Bistra – 1959, Minneapolis)
- Ivan Ogrin, vrhniški zidarski in stavbeni tehnik (1875, Stara Vrhnika – 1951, Ljubljana)
- Josip Črnjač, inženir gradbeništva in geodet (1895, Verd – 1969, Ljubljana)
- Janez Umek, gradbeni inženir, strokovnjak za zavarovalništvo, gradbeništvo in promet (1904, Blatna Brezovica – 1974, Ljubljana)

## Umetnost

### Glasba
- Jurij Knez, basist in skladatelj (?, Vrhnika, po 1621, ?)
- Franc Goršič, izdelovalec orgel, leta 1872 je cerkvi sv. Križa v Bevkah postavil orgle (1836, Ljubljana – 1898, Ljubljana)
- Josip Verbič, glasbenik, skladatelj, geometer (1875, Bistra – 1959, Ljubljana)
- Tomaž Habe, skladatelj, pedagog, dirigent, glasbeni učitelj, univerzitetni profesor (1947, Vrhnika)
- Simona Černetič (Aynee), kantavtorica, pevka (1977, Vrhnika)

### Slikarstvo
- Alojzij Götzl, slikar in podobar, njegove podobe so v cerkvi sv. Lenarta na Vrhniki (1820, Kranj – 1905, Kranj)
- Floris Oblak, slikar in grafik, na sedežu Muzejskega društva Vrhnika je stalna razstava, ki se imenuje po njem (1924, Vrhnika – 2006, Ljubljana)
- Janez Kališnik, fotograf, filmski snemalec in direktor fotografije (1921, Drenov Grič – 2004, Ljubljana)
- Matija Koželj, slikar, njegova je oltarna slika v cerkvi sv. Lenarta na Vrhniki in v cerkvi sv. Trojice na Vrhniki (1842, Vesca – 1917, Kamnik)
- Simon Ogrin, slikar, njegove freske krasijo stene v cerkvi sv. Trojice na Vrhniki (1851, Stara Vrhnika – 1930, Vrhnika)
- Franc Grom, mojster in avtor poslikav na vrhniške pirhe, strojnik (1940, Stara Vrhnika – 2015, ?)
- Jožef Petkovšek, slikar (1861, Verd – 1898, Ljubljana)
- Matej Sternen, slikar, grafik in restavrator (1870, Verd – 1949, Ljubljana)
- Vinko Turk, slikar, kipar, ilustrator, partizan, rezbar (1920, Vrhnika – 1946, Vrhnika)

### Kiparstvo
- Ivan Jurkovič (kipar), kipar, zasnoval kip Ivana Cankarja na Vrhniki, (1893, Ljubljana – 1934, Ljubljana)
- Boris Kalin, kipar, naredil Spomenik narodnoosvobodilni borbi na Vrhniki (1905, Solkan – 1975, Ljubljana)
- Stane Dremelj, kipar medaljer (1906, Vrhnika – 1992, Radovljica)
- Jiři Bezlaj, kipar, esejist, deloval v Drenovem griču (1949, Ljubljana)
- Franc Lah, podobar (1816, Vrhnika – 1860, Mengeš)

### Gledališče
- Janez Bermež, gledališki igralec (1935, Vrhnika)

## Pravo, politika in novinarstvo
- Spanheimi, srednjeveška plemiška rodbina v Svetem rimskem cesarstvu (1122 – 1269 na Koroškem)
- Bernard Spanheimski, koroški vojvoda, leta 1255 je ustanovil Kartuzijanski samostan Bistra (tretja kartuzija na Slovenskem) skupaj s svojim sinom Ulrikom III (med 1176 in 1181, ?  –  1256, ?)
- Ulrik III. Spanheimski, koroški vojvoda, deželni gospod Kranjske leta 1256, vodil Kartuzijanski samostan Bistra (1220, ? – 1269, Čedad)
- Fran Arko, politik (1857, Logatec – 1923, Vrhnika)
- Ignacij Mihevc, politični delavec (1870, Vrhnika – Ljubljana)
- Fran Ogrin, pravnik, doktor znanosti, okrajni glavar, publicist, turistični delavec, uradnik (1880, Stara Vrhnika – 1958 Ljubljana)
- Arnošt Brilej, pravnik, planinski organizator in pisec (1891, Vrhnika –  1953, Ljubljana)
- Ignacij Hren, politik, župan Vrhnike, industrialec in posestnik (1891, Verd – 1985, Chardon, Ohio, ZDA )
- Janko Marolt, dolgoletni župan Občine Vrhnika, veleposestnik in zdravnik (?,Verd – 1936, ?)
- Ignac Voljč, komunist in narodni heroj (1904, Vrhnika – 1944, Troblje)
- France Popit, komunist, politik (1921, Vrhnika – 2013, ?)
- Janez Drnovšek, ekonomist, bivši predsednik Slovenije in Jugoslavije in državnik (1950, Celje – 2008, Zaplana)
- Miša Molk, novinarka, scenaristka, urednica in televizijska voditeljica (1954, Vrhnika)

## Vojska
- Franc Zalaznik (Leon), komunist, aktivist, partizan in pisatelj (1907, Vrhnika – 1973 Maribor)
- Andrej Janežič, partizan (ilegalec) in prvoborec (1912, Vrhnika)
- Jože Merlak, general (1917, Bistra – 1970, Ljubljana)
- Alojz Gabrovec, generalmajor jugoslovanske ljudske armade (1923, Verd – 2012, Novo mesto)

## Šolstvo
- Irma Huth, vzgojiteljica (1835, Vrhnika – 1900, Ljubljana)
- Anton Oblak, geograf, učitelj, univerzitetni profesor, pisec učbenikov (1914, Drenov Grič – 1973, Ljubljana)
- Štefan Primožič, učitelj, prvi vodja ljubljanskega zavoda za gluhoneme (1866, Bistra – 1907, Novo mesto)
- Anton Maier, šolnik, pedagoški pisec (1859, Vrhnika – 1943, Ljubljana)

## Religija
- Janez Krstnik Rode, katoliški duhovnik (1742, Vrhnika – 1818, Ljubljana)
- Franc Serafin Lakmayer, katoliški duhovnik in čebelar (1863, Hosin, Češka – 1946, Vrhnika)
- Franc Bernik, duhovnik, krajevni zgodovinar, organizator, nabožni pisatelj, skladatelj, 1898—1903 služboval v župniji Vrhnika (1870, Ljubljana—Šentvid – 1948, Domžale)
- Karel Cankar, katoliški duhovnik, politik in publicist (1877, Vrhnika – 1953, Ljubljana)
- Mihael Opeka, katoliški duhovnik, profesor, pesnik in urednik (1871, Vrhnika – 1938, Ljubljana)
- Anton Hren, duhovnik (1901, Verd – 1943, Nova vas pri Blokah)
- Jože Geoheli, duhovnik (1911, Notranje Gorice – 1942, Zaplana)
- France Kunstelj, duhovnik, pisatelj, dramatik, urednik (1914, Vrhnika – 1945, Teharje)
- Jože Cukale, duhovnik in misijonar (1915, Vrhnika – 1999, Kalkuta, Indija)
- Francis Jager, slovensko-ameriški duhovnik, vrtnar, čebelar (1869, Vrhnika – 1941, Aleksandrija)

## Zdravstvo
- Tomaž Furlan, zdravnik ftiziolog, publicist in urednik (1901, Verd – 1960, Ljubljana)
- Anton Jelovšek von Fichtenau, zdravnik, fizik, profesor medicine (okoli 1751, Vrhnika – 1806, Ljubljana)

## Šport
- Robert Trampuž, kolesar (1965, Vrhnika – 1984, Beograd, Srbija)
- Karel Štirn, kolesar (1910, Vrhnika – 2004, Vrhnika)
- Sonja Mrak, košarkarica (1937, Ljubljana – 2017, Zaplana)
- Leon Gostiša, šahist in politik (1961, Vrhnika)
- Aljoša Grom, športni plezalec, od rojstva živi in deluje v Stari Vrhniki  (1973, Ljubljana)
- Mojca Suhadolc, alpska smučarka, deluje in živi v Vrhniki (1975, Ljubljana)
- Aleš Sila, košarkar, deloval v Vrhniki (1976, Postojna)
- Sara Živkovič, profesionalna plesalka (1986, Vrhnika)

## Humanistika
- Anton Jellouschek, zgodovinar, uradnik državnega knjigovodstva (1810, Vrhnika – 1877, Ljubljana)
- Valter Schmid, arheolog, etnograf, arheološka raziskovanja v Vrhniki (1875, Kranj – 1951, Gradec, Avstrija)
- Marijan Marolt, umetnostni zgodovinar, pisec krajše proze, kritik, pravnik (1902, Vrhnika – 1972, Buenos Aires)
- Pavel Oblak, prevajalec, lektor, pesnik, televizijski napovedovalec, baletnik in pevec (1922, Vrhnika – 2018, Kranjska gora)
- Peter Habič, geograf, raziskovalec kraških predelov, (1934, Vrhnika)